# Stensko slikarstvo
Sténsko slikárstvo je zvrst slikarstva, ki ima za podlago steno, strop ali drugo večjo stalno površino. Najpomembnejši primeri so freska, mozaik, grafit in sgraffito. Značilnost stenske slike je, da so arhitekturni elementi danega prostora skladno vgrajeni v sliko.
Nekatere stenske slike so naslikane na velikih platnih, ki nato pritrjene na steno (t. i. marouflage).

## Zgodovina
Različni stenske poslikave segajo v čas zgornjega paleolitika, kot so jamske slike v jami Lubang Jeriji Saléh na Borneu (40.000–52.000 pred sedanjostjo), Chauvetova jama v departmaju Ardèche v južni Franciji (približno 32.000 pred sedanjostjo). Veliko starodavnih poslikav je bilo najdenih v starodavnih egipčanskih grobnicah (okoli 3150 pr. n. št.) , minojskih palačah (srednje obdobje III., 1700–1600 pr. n. št.), jama Oxtotitlán in Juxtlahuaca v Mehiki (okrog 1200–900 pr. n. št. ) in v Pompejih (okoli 100 pr. n. št. — 79 n. št.).
V srednjem veku so na stene običajno slikali na suhem ometu (al secco). Ogromna zbirka stenskih poslikav iz Kerale iz 14. stoletja je primer freske al secco.  V Italiji je bila okoli leta 1300 ponovno uvedena tehnika slikanja fresk na mokrem ometu in je privedla do občutnega izboljšanja kakovosti poslikave sten. 
V sodobnem času je izraz postal bolj znan z mehiškim umetniškim gibanjem muralov (Diego Rivera, David Siqueiros in José Orozco). Obstaja veliko različnih slogov in tehnik. Najbolj znana je verjetno freska, ki uporablja vodotopne barve z vlažnim pralnim apnom, hitro uporabo dobljene mešanice na veliki površini in pogosto v delih (vendar z občutkom za celoto). Barve se svetijo, ko se posušijo. Marouflage metoda se tudi uporablja že tisočletja.
Stenske slike so danes poslikane na različne načine z uporabo olj ali medijev na vodni osnovi. Slogi se lahko razlikujejo od abstraktnih do trompe l'oeil. Začetek dela umetnikov muralov, kot sta Graham Rust ali Rainer Maria Latzke v 1980-ih, je trompe-l'oeil slikanje  doživelo preporod v zasebnih in javnih zgradbah v Evropi. Danes je lepota stenskega slikanja postala veliko širše dostopna s tehniko, s katero se slikarska ali fotografska slika prenese na plakatni papir ali platno, ki se nato prilepi na stensko površino (glej tapeta, freskografija), da doseže učinek ročno poslikane stene ali realističen prizor.
Posebna vrsta stenske slike je Lüftlmalerei, ki jo še danes izvajajo v vaseh alpskih dolin. Znane primere takšnih fasadnih slik iz 18. in 19. stoletja najdemo v Mittenwaldu, Garmischu, Unter- in Oberammergau.

## Tehnike
V zgodovina stenskega slikarstva je bilo uporabljenih več metod:
Freske iz italijanske besede affresco, ki izhaja iz pridevnika fresko ('svež'), opisuje način, pri katerem se barva nanese na omet na stenah ali stropih.
Tehnika buon fresco – prava freska - je sestavljena iz barvanja v pigmentu pomešanem z vodo, na tanki plasti mokre, sveže, apnene malte ali ometa. Pigment nato absorbira mokri omet; po več urah se omet posuši in reagira z zrakom: prav ta kemična reakcija fiksira pigmentne delce v ometu. Po tem slika ostane dolgo do več stoletij v svežih in briljantnih barvah.
Al secco ali fresco-secco slikanje se izvaja na suhem ometu (v italijanščini je secco - 'suh'). Pigmenti tako potrebujejo vezni medij, na primer jajce (tempera), lepilo ali olje, da pigment pritrdijo na steno.
Mezzo-fresco je naslikana na skoraj suhem ometu, avtor Ignazio Pozzo pa ga je v 16. stoletju opredelil kot »dovolj trden, da ne odtisne palca«, tako da pigment le malo prodre v omet. Do konca 16. stoletja je ta v veliki meri izpodrinila metodo prave freske, uporabljali pa so jo slikarji, kot sta Giovanni Battista Tiepolo ali Michelangelo. Ta tehnika je imela v zmanjšani obliki prednosti pred al secco.

## Material
V grško-rimskih časih so uporabljali večinoma enkavstične barve, ki so jih uporabljali v hladnem stanju. 
Tempera slikarstvo je ena najstarejših znanih metod v stenski poslikavi. Pri temperi se pigmenti vežejo v albuminski medij, kot sta rumenjak ali jajčni beljak, razredčen v vodi.
V Evropi je v 16. stoletju nastala oljna slika na platnu kot lažja metoda slikanja sten. Prednost je bila ta, da je bilo mogoče umetniško delo dokončati v umetnikovem ateljeju in ga kasneje prepeljati do cilja ter pritrditi na steno ali strop. Oljna barva je lahko manj zadovoljiv medij za stenske slike zaradi pomanjkanja barve. Prav tako pigmenti porumenijo vezivo ali jih lažje vplivajo atmosferske razmere.
Različni muralisti so po navadi postali strokovnjaki za svoj najprimernejši medij in uporabo, ne glede na to ali so to oljne barve, emulzije ali akrilne barve , ki jih nanesejo čopič, valj ali aerosol / aerosol. Stranke pogosto zahtevajo določen slog, umetnik pa se lahko prilagodi ustrezni tehniki. 
Posvet običajno vodi do podrobnega načrtovanja in postavitve predlaganega zidnega gradiva s cenovno ponudbo, ki jo naročnik odobri, preden začne delati. Območje, ki ga je treba poslikati, je mogoče postaviti v mrežo, da ustreza oblikovanju, kar omogoča natančno spreminjanje slike korak za korakom. V nekaterih primerih je oblikovanje projicirano naravnost na steno in sledenje s svinčnikom, preden se začne barvanje. Nekateri slikarji bodo slikali neposredno brez predhodnega skiciranja, raje spontano tehniko.
Po zaključku freske se lahko dodajo laki ali zaščitna akrilna glazura, da se delo zaščiti pred UV žarki in površinskimi poškodbami.
Kot alternativo ročno poslikani freski lahko na površine nanesemo tudi digitalno natisnjene freske. Že obstoječe stenske posnetke je mogoče fotografirati in nato reproducirati v skoraj originalni kakovosti.
Slabosti že izdelanih fresk in nalepk je, da so pogosto množično izdelane in nimajo privlačnosti in ekskluzivnosti izvirnih umetnin. Pogosto niso prilagojene posameznim velikostim sten stranke, njihovih osebnih idej ali želja pa ni mogoče dodati na steno, ko napreduje. Tehnika freskografije, digitalna metoda izdelave (CAM), ki jo je izumil Rainer Maria Latzke, obravnava nekatere omejitve personalizacije in velikosti.
Digitalne tehnike se pogosto uporabljajo v velikih oglasih na zunanji steni. Zidne slike se lahko na steno naslika neposredno ali se jih natisne na vinilu in varno pritrdi na steno kot pano. Čeprav niso strogo razvrščene kot freske, se tiskani mediji v velikem obsegu pogosto imenujejo kot takšni. Oglaševalske freske so tradicionalno na stavbe in prodajalne naslikali pisci znakov, pozneje kot velike plakatne panoje.

## Pomen
Stenske slike so pomembne, ker umetnost prinašajo v javno sfero. Zaradi velikosti, stroškov in dela, ki je vključeno v izdelavo freske, mora slikarje pogosto naročiti sponzor. Pogosto gre za lokalno vlado ali poslovneže. Za umetnike velja, da njihovo delo pridobi široko občinstvo, ki se drugače morda ne bi uvrstilo v umetniško galerijo. Mestu koristi lepota umetniškega dela.
Freske so lahko razmeroma učinkovito orodje družbene emancipacije ali doseganja političnega cilja.  Freske so včasih nastale proti zakonu ali pa so jih naročili lokalni bari in kavarne. Vizualni učinki so pogosto spodbuda za privabljanje pozornosti javnosti na družbena vprašanja. Javne umetniške izraze, ki jih sponzorira država, totalitarni režimi pogosto uporabljajo kot sredstvo propagande. Kljub propagandističnemu značaju teh del pa imajo nekatera še vedno umetniško vrednost.
Freske lahko dramatično vplivajo bodisi zavestno ali podzavestno na stališča mimoidočih, ko jih dodamo na območja, kjer ljudje živijo in delajo. Trdimo lahko tudi, da lahko prisotnost velikih javnih fresk estetsko izboljša vsakodnevno življenje prebivalcev ali zaposlenih v podjetju.
Svetovno najbolj znane stenske slike najdemo v Mehiki, New Yorku, Filadelfiji, Belfastu, Derryju, Los Angelesu, Nikaragvi, na Kubi in v Indiji. V času konfliktov delujejo kot pomembno sredstvo komunikacije za člane socialno, etnično in rasno razdeljenih skupnosti. Izkazale so se tudi kot učinkovito orodje za vzpostavitev dialoga in s tem tudi za dolgoročno rešitev cepitve. Indijska zvezna država Kerala ima ekskluzivne freske. Stenske slike v Kerali so na stenah hindujskih templjev. Datirajo jih lahko v 9. stoletja našega štetja.
Freske San Bartolo Majevske civilizacije v Gvatemali so najstarejši primer te umetnosti v Mezoameriki in datirajo v leto 300 pred našim štetjem.
Številna podeželska mesta so začela uporabljati freske za ustvarjanje turističnih znamenitosti, da bi povečala gospodarski dohodek. Colquitt, Georgia, je eno takšnih mest. Colquitt je bil skupaj z Dothanom, Alabamo in Blakelyjem, Georgia izbran za gostitelja svetovne konference o stenskih slikah leta 2010. V mestu je končanih več kot dvanajst poslikav.

## V politiki
- Diego Rivera, Zgodovina Mehike v Narodni palači v Ciudad de Mexico.
- Stenska slika v Bardiji, Libija, fotografirana v 1960-ih, pred njenim uničenjem zaradi degradacije in pustošenja časa.
- Slike, ki prikazujejo marksistični pogled tiska na to kavarno v vzhodnem Berlinu leta 1977, so bile po ponovni združitvi Nemčije zajete v komercialno oglaševanje.
- Slika s Kim Jong Unom in Donaldom Trumpom na Dunaju.

Mehiško slikarsko gibanje v 1930-ih je prineslo nov pomen stenam kot družbenemu in političnemu orodju. Diego Rivera, José Orozco in David Siqueiros so bili najbolj znani umetniki gibanja. Med letoma 1932 in 1940 je Rivera poslikal tudi stene v San Franciscu, Detroitu in New Yorku. Leta 1933 je na stenah notranjega dvora na Umetnostnem inštitutu v Detroitu dokončal znamenito serijo sedemindvajsetih fresknih plošč z naslovom Detroitska industrija. 
Leta 1948 je kolumbijska vlada gostila IX. paneameriško konferenco, s katero je oblikovala Marshallov načrt za Ameriki. Direktor OEA in kolumbijska vlada sta mojstru Santiagu Martinezu Delgadu naročila, da v kolumbijski stavbi kongresa poslika zid v spomin na dogodek. Martinez se je odločil za Cúcuta kongres in naslikal Bolívarja pred Santanderjem, kar je razburjalo liberalce; zato so mafijci el bogotazo, zaradi umora Jorgeja Elieserja Gaitana, poskušali zažgati glavno mesto, a jih je kolumbijska vojska ustavila. Leta pozneje, v 1980-ih, so liberalci, ki so bili zadolženi za kongres, sprejeli resolucijo, da bodo celotno dvorano v Eliptični sobi spremenili za 90 stopinj, da bi postavili glavno stensko sliko ob strani in naročili slikarju Alejandru Obregonu, da naslika nestrankarsko sliko v nadrealističnem slogu.
Severna Irska ima nekatere najbolj znane politične stenske slike na svetu.  Od 1970-ih je bilo na Severnem Irskem dokumentirano skoraj 2000 poslikav zidov.  V zadnjem času je veliko poslikav nesektaških, zadevajo politična in družbena vprašanja, kot sta rasizem in okoljevarstvo in mnoge so povsem apolitične, prikazujejo otroke v igri in prizore iz vsakdanjega življenja.
Nepolitična, vendar s socialno noto slika pokriva steno v stari zgradbi, nekoč zaporu, na vrhu pečine v Bardiyah v Libiji. Naslikal in podpisal jo je umetnik aprila 1942, nekaj tednov pred smrtjo, prvi dan prve bitke pri El Alameinu. Znana kot Stenska slika v Bardiji, jo je ustvaril angleški umetnik, zasebnik John Frederick Brill. 
Leta 1961 je Vzhodna Nemčija začela postavljati zid med Vzhodnim in Zahodnim Berlinom, ki je postal znan kot Berlinski zid. Medtem ko v vzhodnem Berlinu slikanje ni bilo dovoljeno, so umetniki na zahodni strani zid poslikali od 1980-ih let do padca zidu leta 1989. Mnogi neznani in znani umetniki, kot sta Thierry Noir in Keith Haring, so slikali na zidove, 'najdaljše platno na svetu'. Tudi podrobna umetniška dela so bila pogosto naslikana v nekaj urah ali dneh. Na zahodni strani zid ni bil zaščiten, tako da so lahko slikali vsi. Po padcu Berlinskega zidu leta 1989 je tudi vzhodna stran zidu postala tudi priljubljeno 'platno' za številne umetnike muralov in grafitov. 
Običajno je tudi, da se kot spomin uporabljajo stenski grafiti. V knjigi Nekdo mi je rekel Rick Bragg piše o vrsti skupnosti, ki so večinoma v New Yorku in imajo zidove, namenjene ljudem, ki so umrli. Ti spomeniki, tako v pisani besedi kot v sliki, zagotavljajo pokojnikom prisotnost v skupnostih, v katerih so živeli. Bragg navaja, da so se »slike vtkale v družbeno strukturo sosesk in mesta«. Ti spomini opominjajo ljudi na smrt, ki jo je povzročilo nasilje v mestu.

## Sodobna notranja zasnova

### Tradicionalna
Mnogi ljudje radi izrazijo svojo individualnost tako, da umetniku naročijo slikanje zidov v svojem domu. To ni dejavnost izključno za lastnike velikih hiš. Umetnik je omejen le s honorarjem in časom, porabljenim za slikanje, ki narekuje raven podrobnosti. Na najmanjše stene se lahko doda preprost mural.
Zasebna naročila so lahko za jedilnice, kopalnice, dnevne sobe ali, kot je pogosto, otroške spalnice. Otroška soba se lahko spremeni v 'svet fantazij' gozda ali dirkališča, s čimer spodbudi domišljijsko igro in zavest o umetnosti.
V 1980-ih je iluzionistično stensko slikarstvo doživelo preporod v zasebnih domovih. Razlog za to oživitev notranje opreme je ponekod mogoče pripisati zmanjšanju življenjskega prostora posameznika. Napačne arhitekturne značilnosti, pa tudi naravna kulisa in razgledi lahko vplivajo na 'odpiranje' sten. Gosto pozidana območja stanovanj lahko v svoji svobodni obliki prispevajo tudi k občutku ljudi, da so odsekani od narave. Tovrstna poslikava s freskami je lahko poskus nekaterih, da vzpostavijo ravnovesje z naravo.
Naročilo slik v šolah, bolnišnicah in domovih za ostarele lahko v teh ustanovah dosežejo prijetno in prijazno vzdušje. Običajne so tudi freske v drugih javnih zgradbah.

### Grafiti
V zadnjem času so grafiti in ulična umetnost igrali ključno vlogo v sodobnem stenskem slikarstvu. Takšni grafitarji / ulični umetniki, kot so Keith Haring, Shepard Fairey, Above, Mint & Serf, Futura 2000, Os Gemeos in Faile, so med drugim uspešno presegli svojo estetiko ulične umetnosti zunaj zidov mestne krajine in na zidove zasebnih in podjetniških strank. Ko so grafiti / ulična umetnost v poznih 1990-ih postajali vse bolj usmerjeni, so se mladostniško usmerjene blagovne znamke, kot sta Nike in Red Bull, z Wiedenom Kennedyjem obrnile na grafite / ulične umetnike, da bi okrasili stene svojih pisarn. Ta trend se je nadaljeval skozi 2000-ča leta, ko so grafiti / ulična umetnost vse bolj prepoznavali umetniške institucije po vsem svetu.

### Ljudska
Mnogi lastniki domov se odločijo, da bodo v svojih domovih prikazali tradicionalno umetnost in kulturo svoje družbe ali dogodke iz zgodovine. Etnične freske so postale pomembna oblika notranje opreme. Stenske poslikave Warli v Indiji postajajo najprimernejši način stenskega dekorja. Warlijska slika je starodavna indijska umetniška oblika, v kateri so plemenski ljudje na stenah svojih blatnih hiš upodabljali različne faze svojega življenja.

## Ploščice
Slike iz ploščic so murali iz kamnitih, keramičnih, porcelanskih, steklenih ali kovinskih ploščic, ki so nameščene znotraj ali dodane na površino obstoječe stene. Vgrajene so tudi v tla. Stenske ploščice so poslikane, glazirane, sublimacijsko natisnjene ali bolj tradicionalno razrezane ali lomljene na koščke. Za razliko od zgoraj opisanih tradicionalnih poslikanih poslikav, stenske slike vedno izdelujejo z uporabo ploščic.
Mozaične slike so narejene tako, da kombinirajo majhne koščke barvnih kamnitih, keramičnih ali steklenih kockic velikosti 2,5 cm do 5 cm, ki se nato položijo, da ustvarijo sliko. Sodobna dnevna tehnologija je proizvajalcem komercialnih mozaičnih sten omogočila uporabo računalniških programov za ločevanje fotografij v barve, ki se samodejno razrežejo in prilepijo na liste mrežice ter tako hitro in v velikih količinah ustvarijo natančne slike.
Azulejo (portugalska izgovorjava: [ɐzuˈleʒu], španska izgovorjava: [aθuˈlexo]) se nanaša na značilno obliko portugalske ali španske poslikane, kositrne, keramične ploščice. Postali so tipičen vidik portugalske kulture in se v petih stoletjih brez prekinitve manifestirajo kot zaporedni trendi v umetnosti.
Azulejo lahko najdemo znotraj in zunaj cerkva, palač, navadnih hiš in celo železniških postaj ali postaj podzemne železnice.
Niso se uporabljale le kot okrasna umetniška oblika, ampak so imele tudi specifično funkcionalno sposobnost, kot je nadzor temperature v domovih. Številne azulejos so pomembni zgodovinski in kulturni pričevalci portugalske zgodovine.
Slike na ploščicah, natisnjene po meri, je mogoče izdelati z uporabo digitalnih slik za stene različnih prostorov in talne obloge. Digitalne fotografije in umetnine je mogoče spremeniti v velikost in natisniti tako, da ustrezajo želeni velikosti območja, ki se jih želi okrasiti. Tisk na ploščice po meri uporablja različne tehnike, vključno s sublimacijo barvil in laserskimi tonerji v keramični obliki. S slednjo tehniko lahko nastanejo odporne ploščice po meri, ki so primerne za dolgotrajno zunanjo izpostavljenost.

## Galerija
- Stilizirana slika voditelja rudarjev Warrena Jamesa v javni hiši v Parkendu, Gloucestershire
- Slika Erykah Badu v Suttonu, Veliki London, Združeno kraljestvo
- Mural v Satrianu, Italija.
- Kristus v slavi, 15. stoletje v Jaleyracu
- Stenska slika, Daka, Bangladeš
- Grafiti v Gutovki, Praga 10, Češka, 2012
- Orr C. Fischer, Parada koruze, 1941, olje na platnu, Freska s kmetijsko tematiko na steni pošte, Mount Ayr, Iowa[14]
- Največja stenska znamka umetnika FranCisco Vargasa
- Mural na izraelski ločitveni pregradi
- Freska proti brezbrižnosti do zla v spomin Janu Karskem, Lubelska ulica 30/32, Varšava, Poljska
- Sodobna stenska umetnost, Berlin, 2021